# Bierutów
Bierutów (do roku 1945 německy Bernstadt in Schlesien) је město v Polsku v Dolnoslezském vojvodství v okrese Olešnice. Leží přibližně 35 kilometrů východně od Vratislavi, v rovinaté krajině historického území Dolního Slezska, na hranicích s Opolským vojvodstvím. Městem protéká řeka Widawa. V roce 2023 zde žilo 4 435 obyvatel.

## Název
Bierutów, německy Bernstadt in Schlesien, je doložen v historických pramenech pod různými názvy. Jeho nejstarší zaznamenané podoby pocházejí ze 13. století, např. Legnitz (1255), Forstenwald (1266), civitas Beroldi (1268–1269), Beroldestat (1288), Lignite (1295) a Bernstadt (1329). Ve 14.–18. století se objevují i další varianty jako Bernstat, Bierutow, Bierutowa a jiné. V latinsky psané Knize nadací vratislavského biskupství (Liber fundationis episcopatus Vratislaviensis) z let 1295–1305 je město uváděno jako Lignite.
Polský název Bierutów se vyskytuje až v 18. století – např. ve vyhlášce Fridricha II. z roku 1750. V 19. století ho používají i autoři jako Józef Lompa (1847), či Konstanty Damrot (1896). Do roku 1945 bylo oficiální německé jméno města Bernstadt in Schlesien, konečná polská podoba názvu byla ustanovena v roce 1946.

## Historie

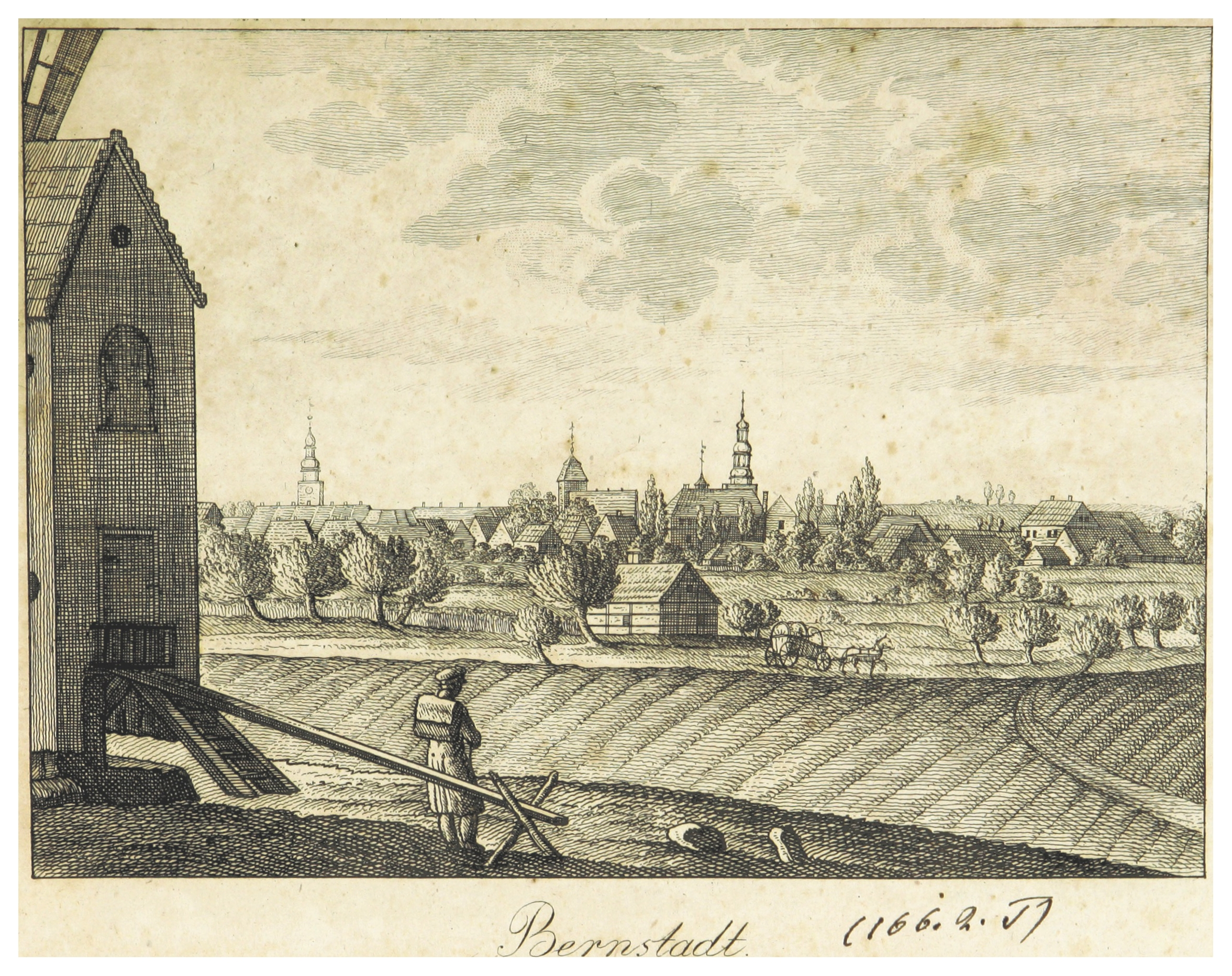
Bierutów okolo roku 1815

Území okolo Bierutówa původně náleželo k hlohovskému knížectví a po jeho rozdělení v roce 1312 připadlo olešnickému knížectví, které bylo od roku 1329 lénem Zemí Koruny české.
První písemná zmínka o městě pochází z roku 1266, kdy je jako jeho lokátor uveden purkrabí Vilém z Reichenbachu. Předtím založil vratislavský kníže Jindřich III. na tomto místě město „Fürstenwald“ podle novoměstského práva, a to na místě, kde významná obchodní cesta z Vratislavi přes Kluczbork do Krakova překračovala říčku Barycz a kde se dříve nacházela slovanská osada pod názvem „Ligniza“. Město Fürstenwald obdrželo v roce 1266 milové právo a k jeho městskému okrsku náleželo 20 okolních vsí. Název Fürstenwald byl již roku 1269 změněn na civitas Beroldi, z čehož se přes mezičlánky Beroldestat (1288) a Pernstatt (1495) vyvinul německý název Bernstadt, ke kterému byl pro odlišení od jiných měst téhož jména připojen dodatek an der Weide. Polský název města Bierutów je pak odvozeninou z jeho německého názvu. V letech 1412/13 bylo území města vyčleněno z olešnického knížectví a utvořilo samostatné bierutowské knížectví, které se stalo rezidencí několika knížat.
Ve 14. století Bierutów získal pravidelný půdorys s čtvercovým náměstím uprostřed. Z města vedly tři ulice opatřené městskými branami směrem na Vratislav, Namysłów a Brzeg. Kolem roku 1323 byla na východním okraji města postavena hradní rezidence olešnických knížat, jejíž založení se připisuje Konrádovi I. V roce 1337 byl v Bierutówě postaven gotický cihlový kostel a radnice. Roku 1430 bylo město vypleněno husity.
Po vymření olešnické větve knížat připadl Bierutów roku 1492 Minsterberskému knížectví. Mezi lety 1511 a 1515 převzalo město Vratislav jako zástavu kvůli nevyrovnaným pohledávkám vůči minsterberským knížatům. Po smrti knížete Karla I. roku 1536 vládli jeho synové Jáchym, Jindřich II., Jan a Jiří II. zpočátku společně do roku 1542, poté obdržel město Jindřich II., který si ho zvolil za své sídelní město. Ten nechal roku 1543 přestavět hrad na zámek a rozšířit jej. Během jeho vlády, která trvala až do jeho smrti v roce 1548, byla v Bierutówě zavedena reformace a založena knížecí škola. V této době byl hospodářsky rozkvétajícím městem, které vedle řemeslníků a obchodníků proslulo především cechem soukeníků.
Jindřichův stejnojmenný syn Jindřich III. prodal Bierutów roku 1574 šlechtickému rodu Schindelů, čímž knížectví zaniklo. V roce 1603 město zcela zničil požár, který přečkalo pouze šest domů. Jindřichův bratr Karel II. odkoupil roku 1604 zničené město zpět od rodu Schindelů a obnovil zde knížectví. Během třicetileté války bylo město opakovaně obsazeno císařskými, saskými a švédskými vojsky. Roku 1659 Bierutów znovu vyhořel, obnova města probíhala velmi pomalu a teprve roku 1680 byla znovu vystavěna radnice a kostel sv. Kateřiny.
Po první slezské válce v roce 1742 připadl Bernstadt spolu s většinou Slezska k Prusku. Po smrti knížete Karla z Württembergu-Bernstadtu roku 1745 byl zámek opuštěn jako rezidence a ponechán svému osudu. Také samotné město, v němž mělo 140 domů právo várečné, upadalo na významu. Roku 1787 měl Bernstadt 1 963 obyvatel. V rámci Stein-Hardenbergových reforem byl Btierutów v roce 1815 začleněn do okresu Olešnice v rámci vládního obvodu Vratislav provincie Slezsko.

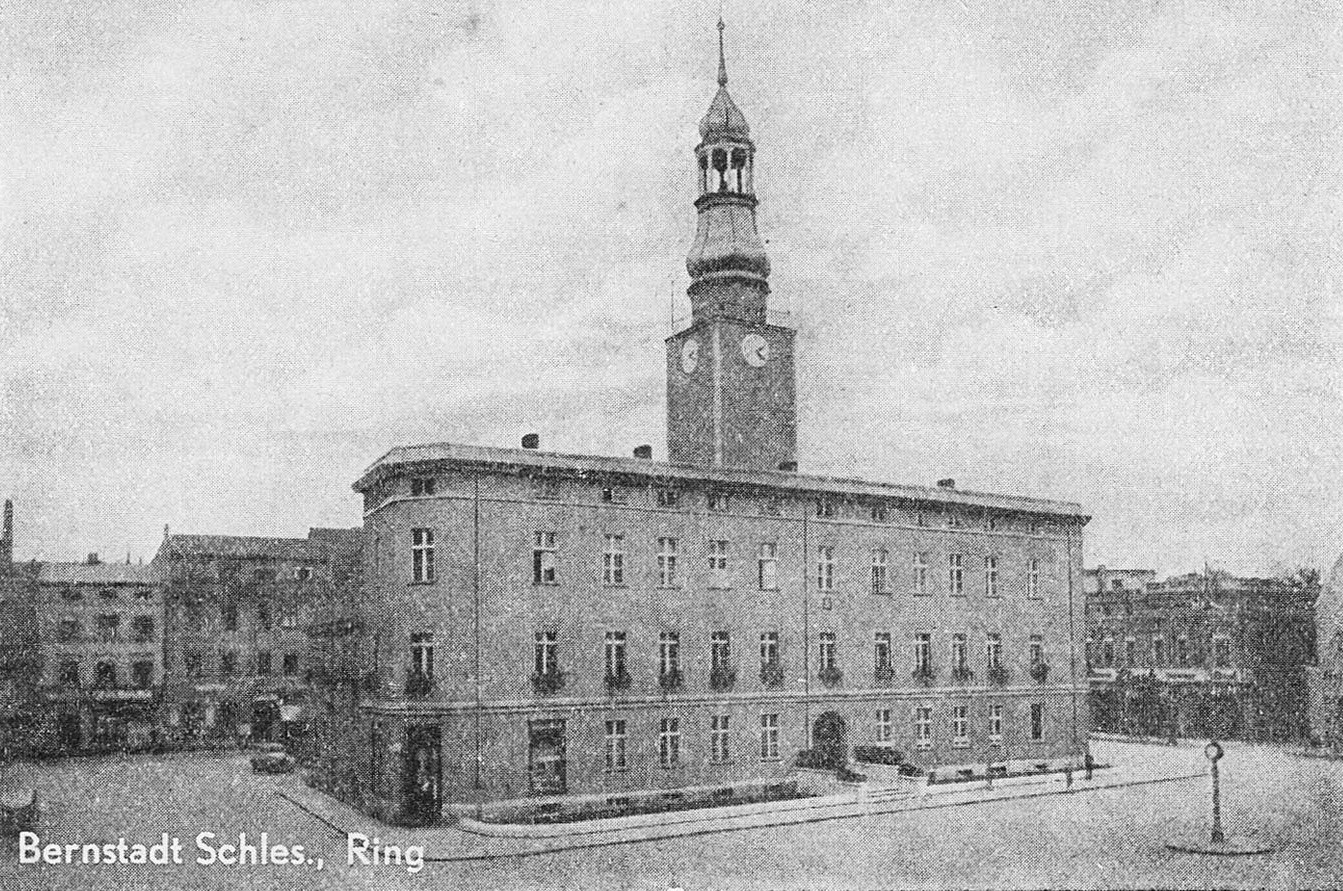
Radniční věž v roce 1920

V průběhu 19. století vznikla městská předměstí a v důsledku rozvoje silniční dopravy byly v letech 1827 a 1887 zbourány městské brány. Roku 1868 byla uvedena do provozu železniční trať z Vratislavi přes Olešnici do Kluczborku, na které byla v Bierutówě vystavěna železniční stanice. Navzdory napojení na železnici se ve městě usadilo jen málo průmyslových podniků, největším závodem se stal cukrovar vybudovaný roku 1883.
Poté, co byl Bierutów jako součást bývalého olešnického knížectví určen za trůnní léno korunních princů pruských, došlo k obnově zámku. Na počátku 20. století mělo město dvě evangelické církve, jednu katolickou, synagogu, zámek, a sídlil zde okresní soud a lesní úřad.
V lednu 1945 byl Bierutów během dolnoslezské operace Rudé armády z poloviny zničen. V důsledku druhé světové války připadlo město spolu s většinou Slezska v roce 1945 Polsku a bylo přejmenováno na svůj stávající polský název. Němečtí obyvatelé byli, pokud předtím neuprchli, vyhnáni. Nově příchozí osadníci byli částečně nuceně přesídleni z východního Polska, které připadlo Sovětskému svazu.

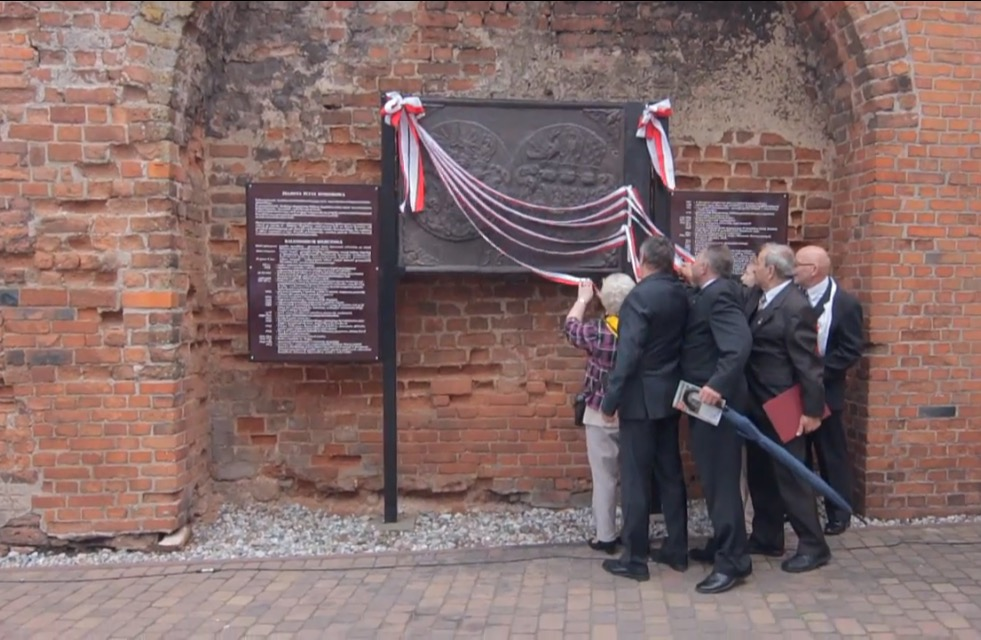
Slavnostní odhalení pamětní desky pánů z Kunštátu a Poděbrad na bierutowském zámku

## Památky
- Město (historické centrum)
- Kostel sv. Kateřiny ze 13. století
- Evangelický hřbitovní kostel sv. Trojice, zřícenina ze 17. století
- Zámkový komplex ze 14., 16. a 19. století
  - Hrad, nyní dům na ul. Zamkowa; pozůstatky hradu vratislavských knížat ze 14. století, 17. století a 19. století. Dochovala se barokní vstupní brána a část hradeb, postavená kolem roku 1680; hradní portál s erbem.
  - Hradní věž, středověká, postavená v gotickém slohu s analogickým erbovním štítem pánů z Poděbrad, kromě pozdější barokní kopule
- Městské hradby, fragmenty z první poloviny 14.–15. století
- Radniční věž, pozůstatky bývalé radnice z první poloviny 15. století
- Vila na ul. Mickiewicza z r. 1906

Ve městě je rovněž řada pamětních desek, věnovaných např. pánům z Kunštátu a Poděbrad, papeži Janu Pavlovi II., malíři Ludwigu Meidnerovi, či pamětní deska letecké havárie u Smolensku s katyňským křížem.

## Hejnal
Bierutów má svůj vlastní hejnal, nemá však delší historii, protože je novodobým výtvorem. Složil jej místní amatérský hudebník Jan Juncewicz a hraje se každý den ve 12:00. Původně se hrál ze zařízení umístěných na radniční věži, později se však ustanovilo, že se jeho jednotlivé části budou hrát ze dvou věží: radniční a hradní. Poprvé zazněl 1. května 2004 u příležitosti obnovy radniční věže a vstupu Polska do Evropské unie.

## Obyvatelstvo
| Rok            | 1756  | 1780  | 1816  | 1825  | 1837  | 1845  | 1864  | 1871  | 1880  | 1885  | 1890  | 1910  | 1925  | 1936  | 1939  |
| -------------- | ----- | ----- | ----- | ----- | ----- | ----- | ----- | ----- | ----- | ----- | ----- | ----- | ----- | ----- | ----- |
| Počet obyvatel | 2 003 | 1 932 | 2 666 | 3 244 | 3 210 | 3 592 | 3 775 | 3 864 | 4 172 | 4 353 | 4 394 | 4 591 | 4 496 | 4 615 | 4 868 |

## Osobnosti
- Andreas Acoluthus (1654–1704) – německý orientalista a lingvista
- Kristián Oldřich II. Württemberský (1691–1734) – olešnický kníže
- Maximilián von Prittwitz und Gaffron (1848–1917) – německý generál a voják
- Josef Block (1863–1943) – německý malíř
- Ludwig Meidner (1884–1966) – německý malíř a básník

## Partnerská města
- Bernstadt, Německo
- Bernstadt auf dem Eigen, Německo

## Galerie

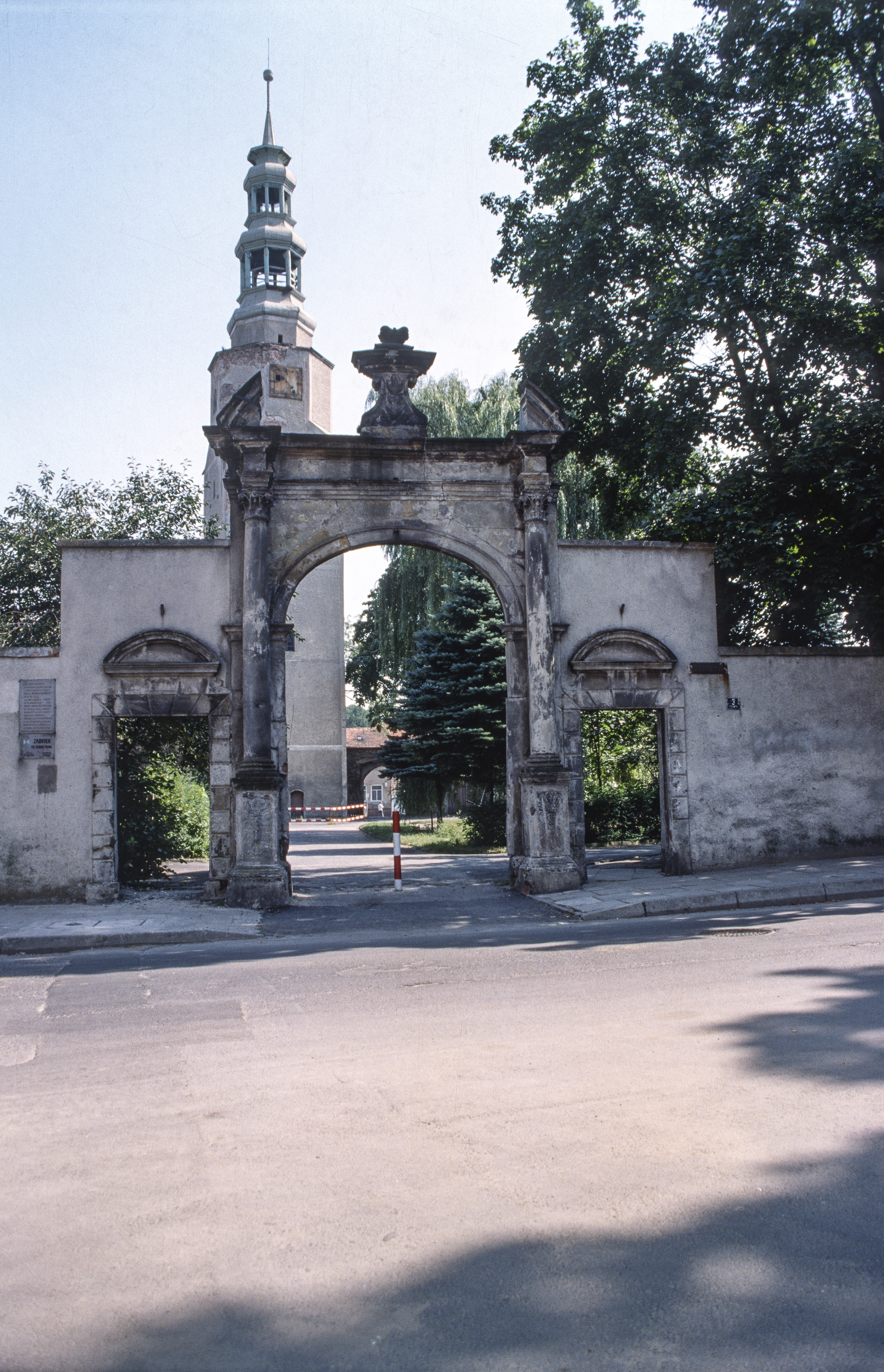
Barokní brána s věží u vstupu do zámku
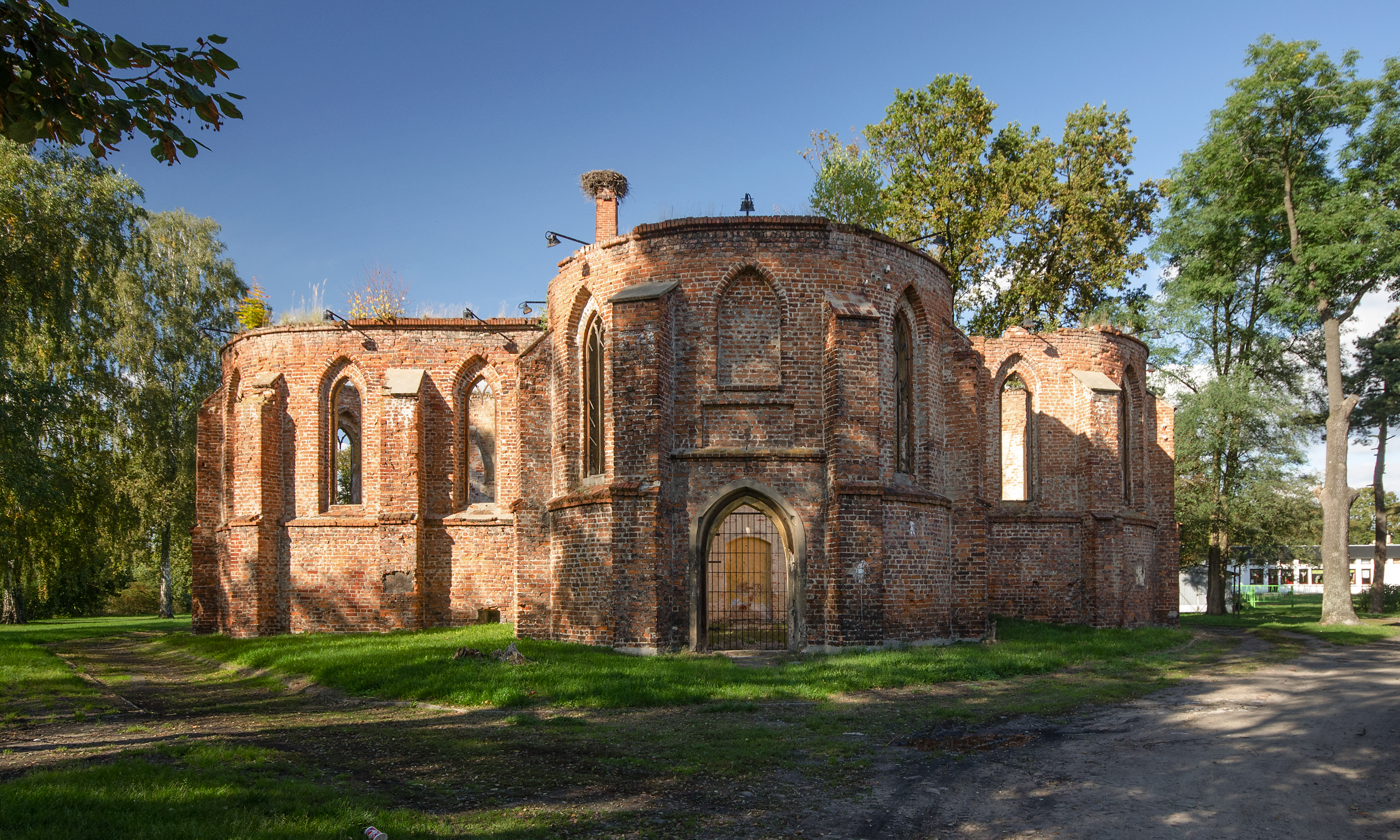
Hřbitovní kostel sv. Trojice
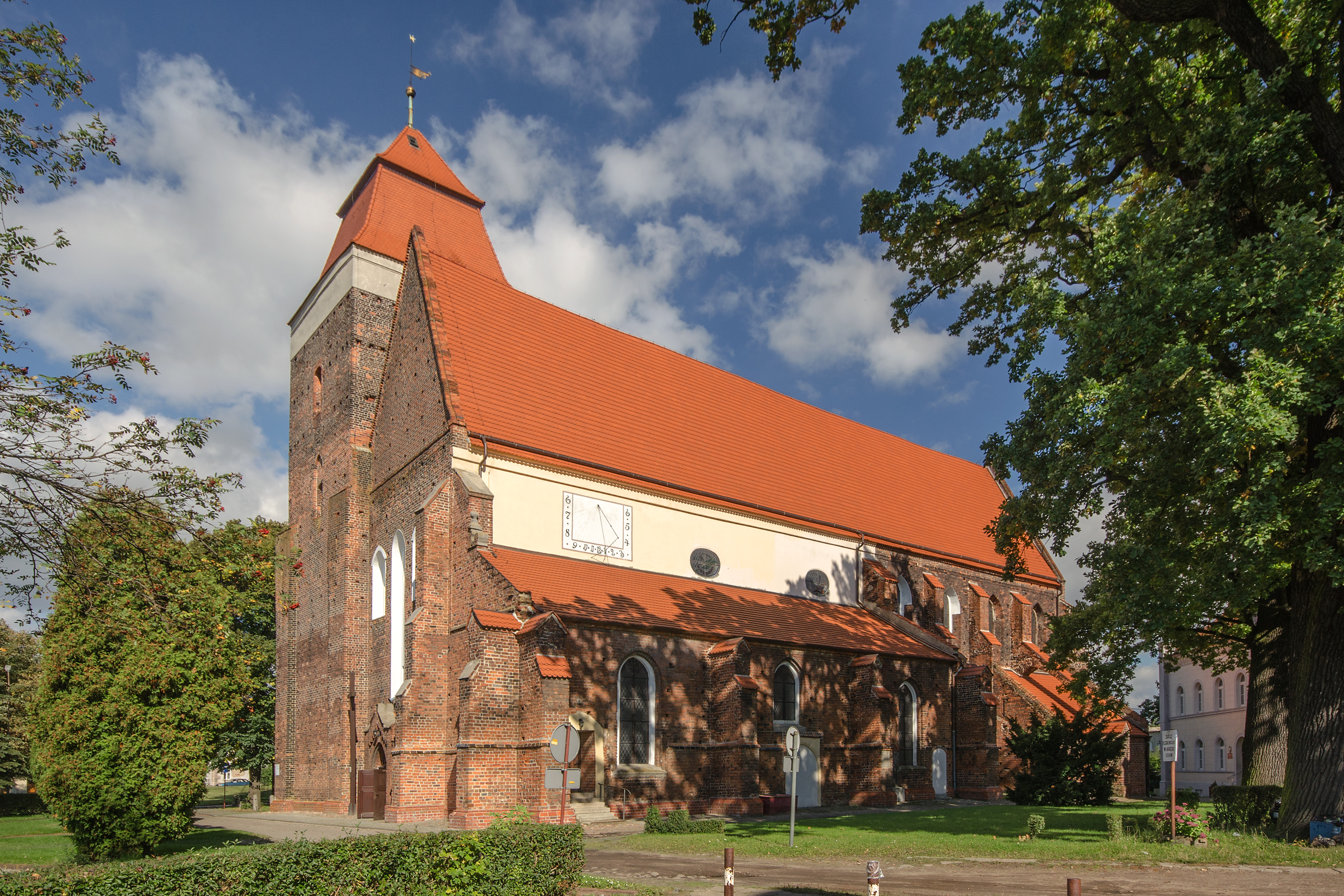
Kostel sv. Kateřiny
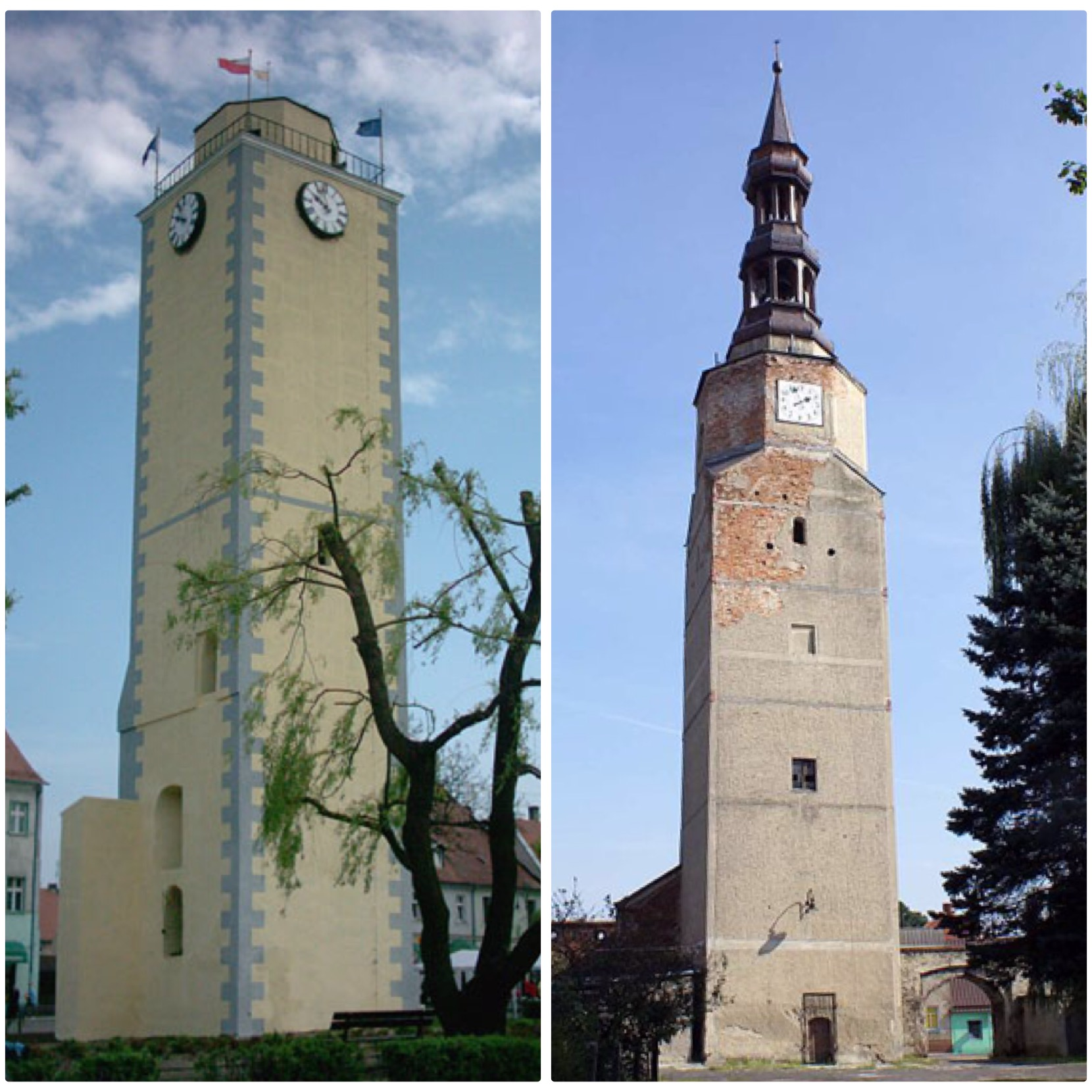
Radniční věž
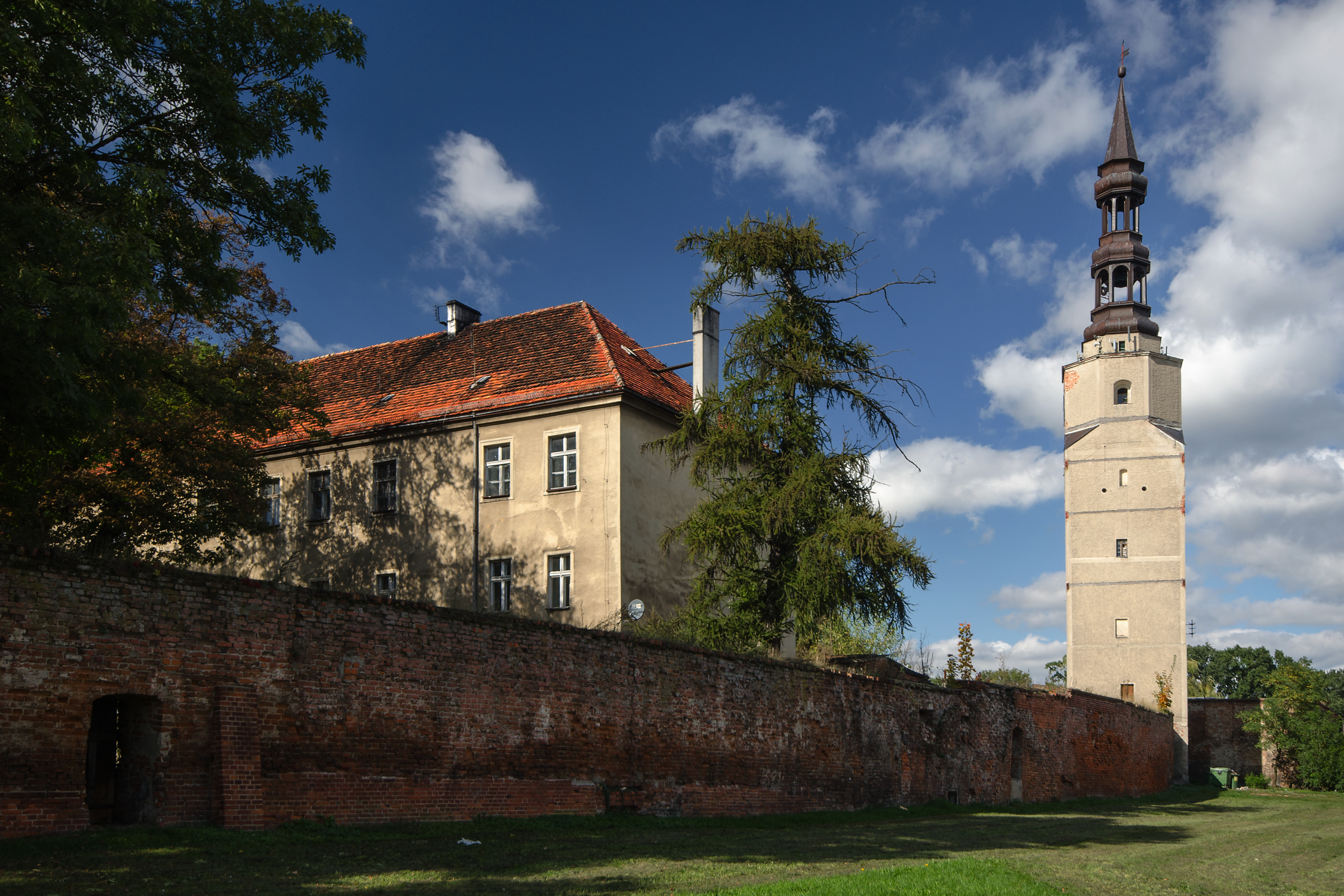
Bierutowský zámek
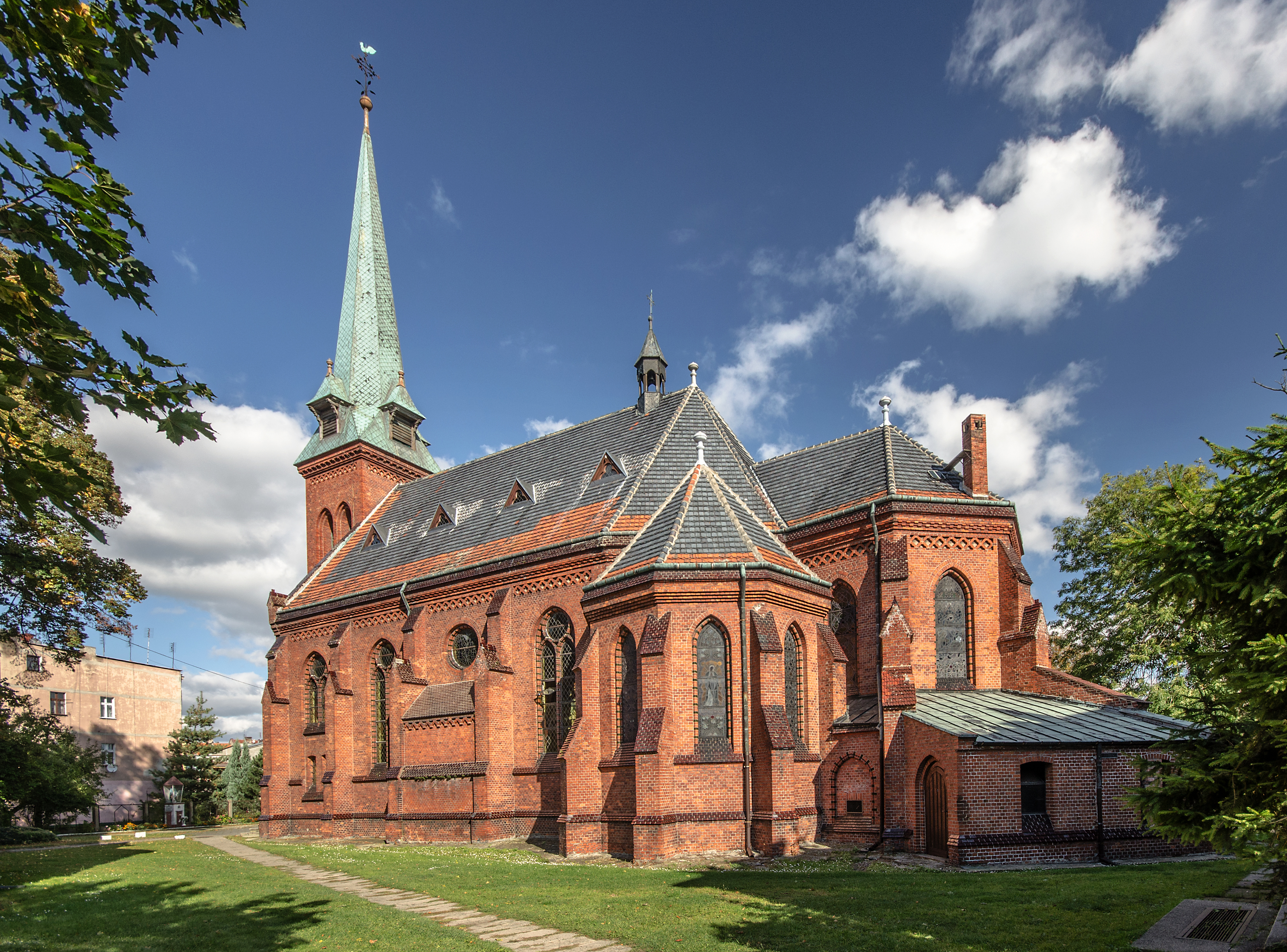
Římskokatolický kostel sv. Josefa a Nejsvětější Panny Marie
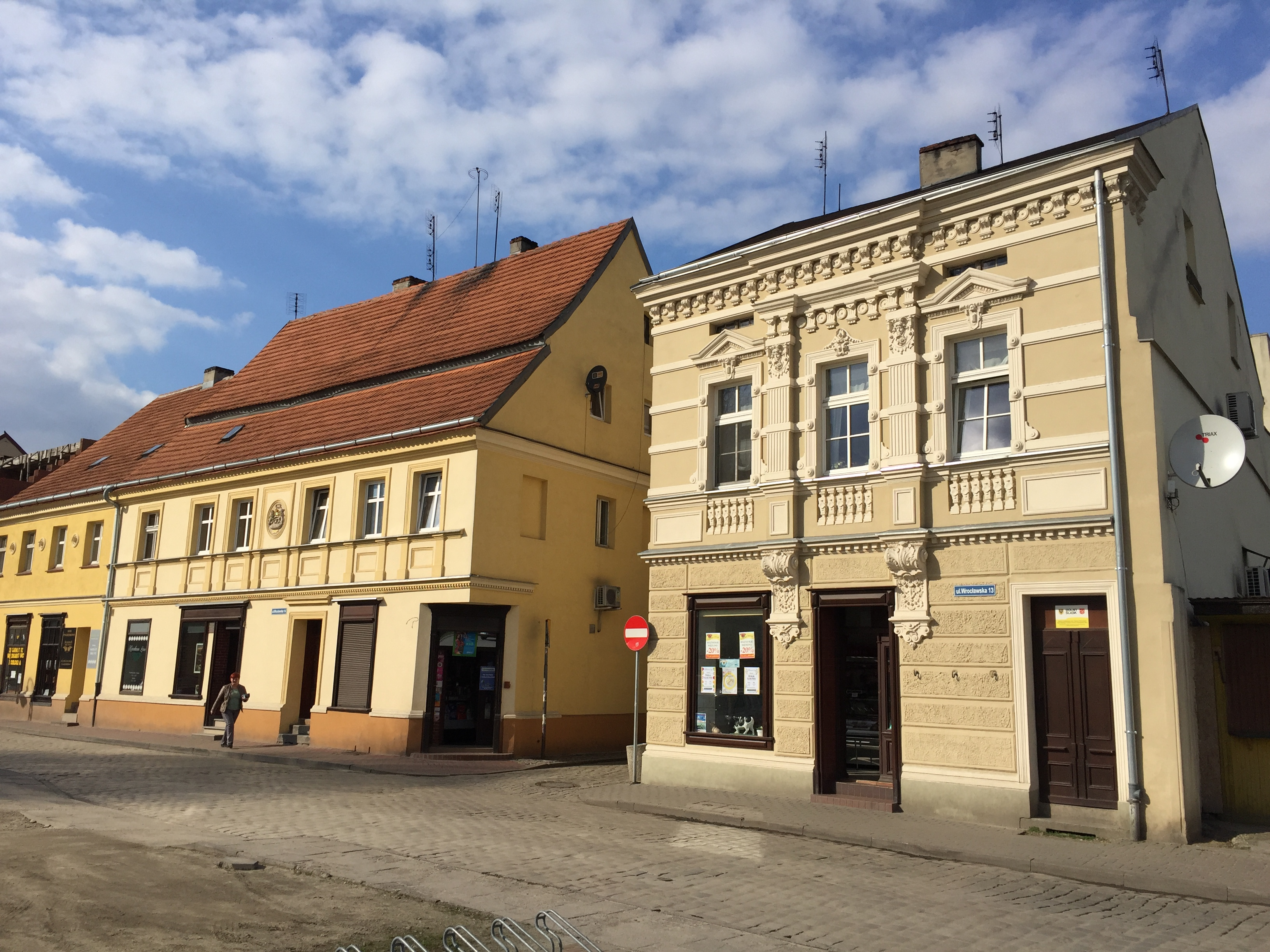
Domy na ul. Wrocławske